# Anatoli Savilov
Anatoli Ivanovitch Savilov (en russe : Анатолий Иванович Савилов), né en 1913 et mort en 1969, était un biologiste marin et océanographe russe.